# Laufgeschäft

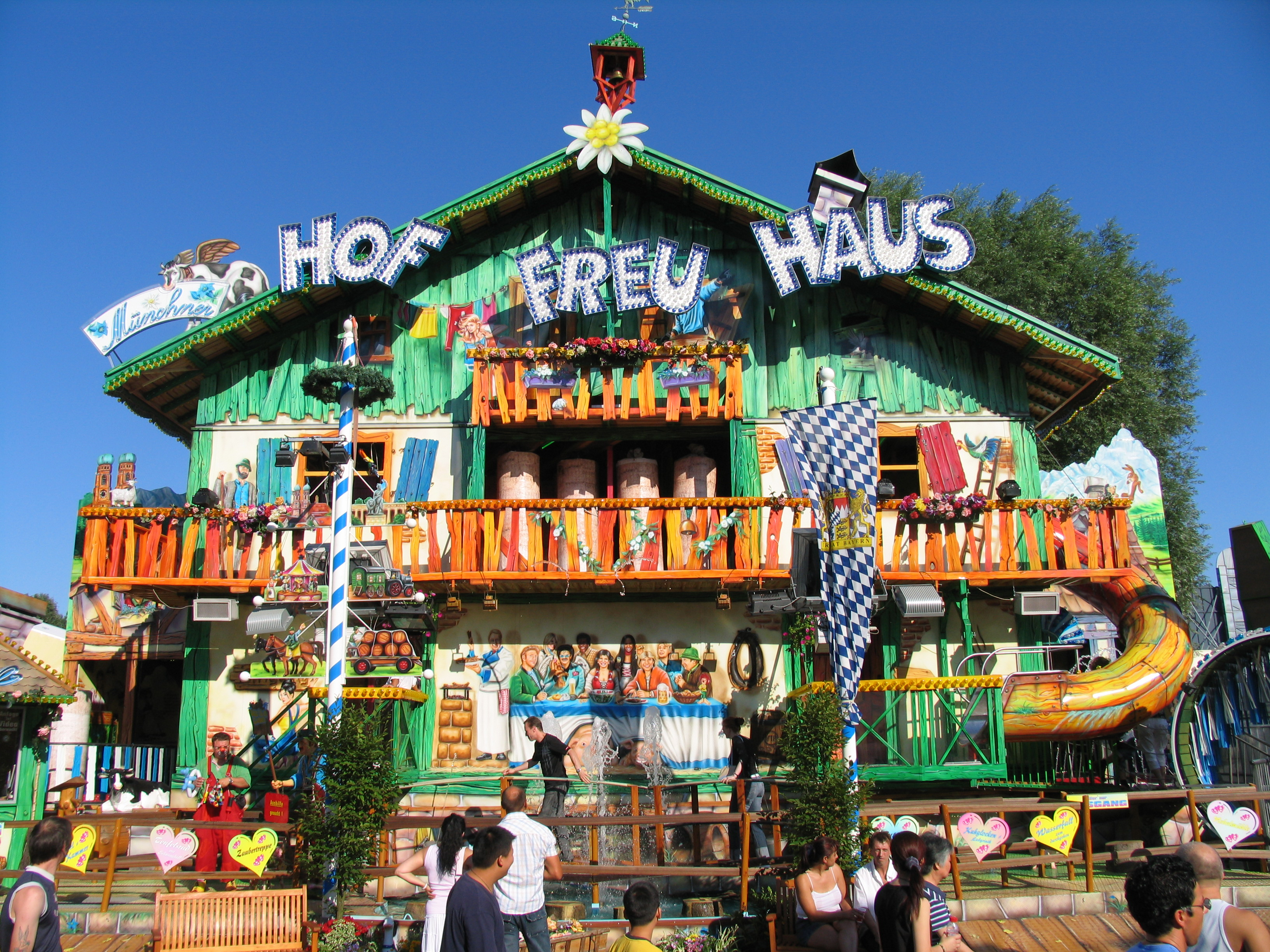
Hof Freu Haus (heute Lach + Freu-Haus) von Distel auf der Rheinkirmes 2006 in Düsseldorf

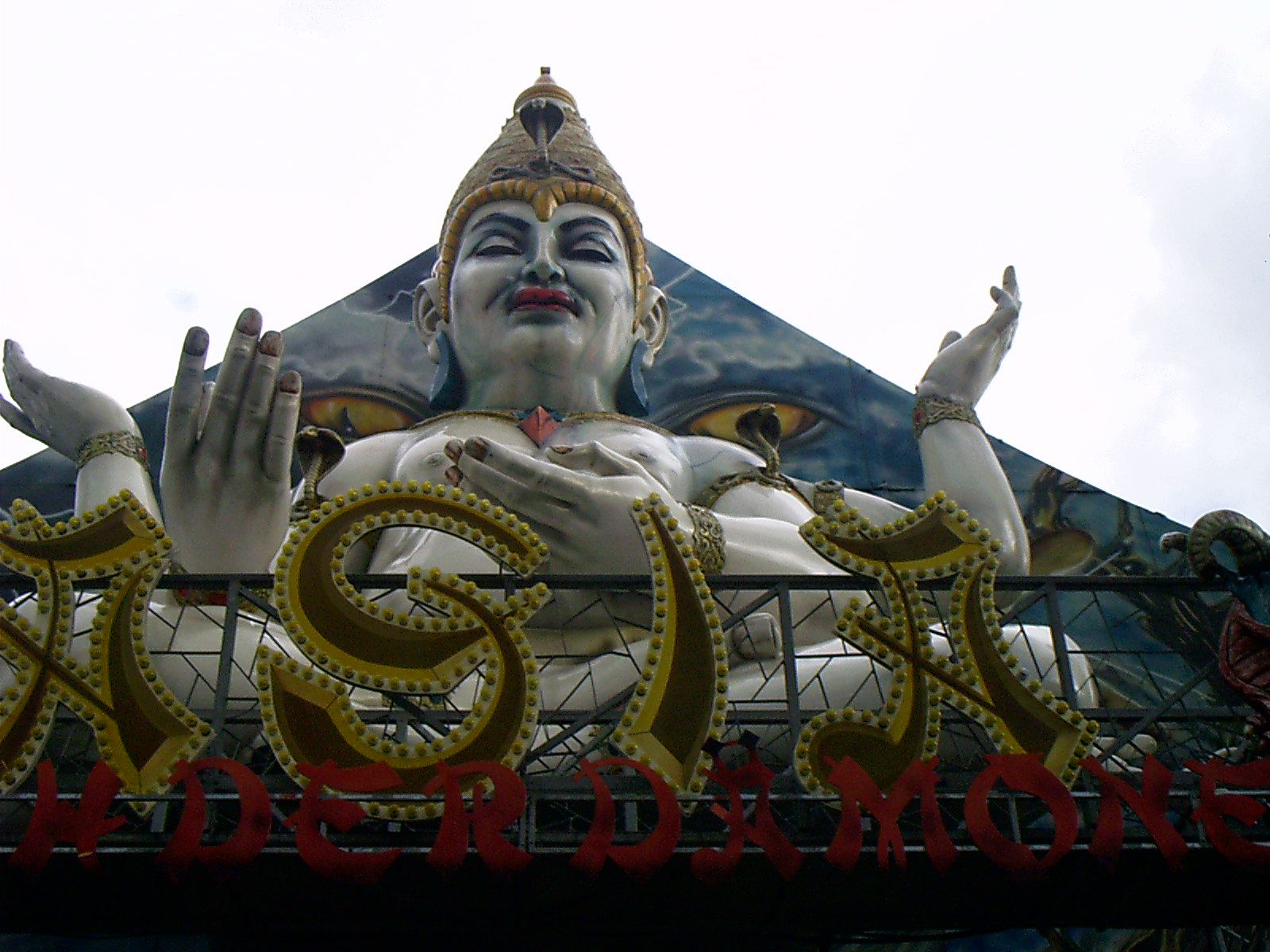
Ehemaliges Laufgeschäft Asia 2002 in Kaiserslautern

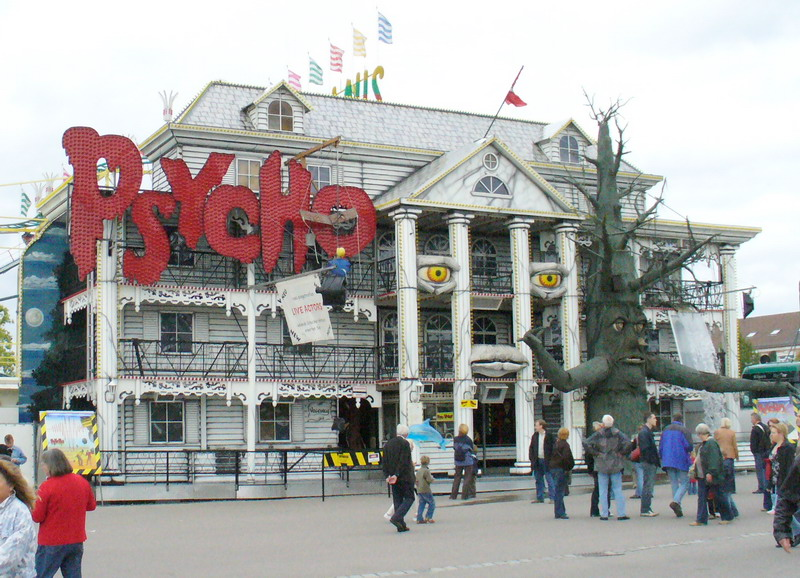
Laufgeschäft Psycho in Stuttgart

Als Laufgeschäft werden Belustigungsgeschäfte und Unterhaltungsanlagen auf Volksfesten oder in Freizeitparks, wie Abenteuersimulationsanlagen, Katastrophensimulationsanlagen, Geisterbahnen ohne Transportsysteme, Spiegellabyrinthe und sogenannte „Fun-Häuser“ bezeichnet. Sie zählen im weitesten Sinne zu den Dark Rides.
Der Gast legt dabei den Weg komplett zu Fuß zurück und passiert meist verschiedene Stationen oder Räume, in denen einzelne Shows oder Spezialeffekte präsentiert werden. Dabei werden teilweise auch Animatronics oder menschliche Erschrecker eingesetzt.
Bei einem Fun-Haus (Spaßhaus) kommen Elemente wie Wackelbrücken, drehende Scheiben auf dem Boden, Rutschen, Drehende Tonnen, Trampoline, Fließbänder über die man laufen muss, vibrierende Böden, Zerrspiegel und Ähnliches zum Einsatz. Bei vielen Laufgeschäften werden Elemente der unterschiedlichen Typen kombiniert. Teilweise werden Fun-Houses auch mit Spektralbrillen genutzt, wobei Lichteffekte durch die Brillen in ihre Spektralfarben aufgelöst werden.
Der Aufbau von transportablen Laufgeschäften findet in aller Regel durch das Aufeinandersetzen von Containern statt. Moderne Anlagen haben sogenannte „Faltcontainer“, die über Pneumatik oder Hydraulik auseinandergefahren werden und somit bis zu vierfache Höhe erreichen können. Anschließend erfolgt der Innenausbau sowie die Verkleidung des Geschäftes mittels Frontplatten und Dekoelementen. Für das Umsetzen großer Laufgeschäfte sind bis zu 12 Transporte notwendig.
Einige Laufgeschäfte sind nach dem Endgegnerprinzip konzipiert, wo nach langen Gängen durch die Container ein Raum mit einer kleinen Show angeordnet ist.

## Deutsche Laufgeschäfte
- Action House (Schmelter & Dreßen GbR), Cake Walk, transportabel
- Alcatraz (Cornelius, Baujahr 2018), Glasirrgarten, transportabel
- Alpen Labyrinth (Hofmann, Baujahr 2004), transportabel
- Alpenrausch (Kollmann, Baujahr 1996), Fun House, transportabel
- Aqua Velis (Hofmann, Baujahr 1996), transportabel
- Atlantis (Welte-Drechsler), transportabel
- Atlantis (Kutschenbauer), transportabel
- Auf der Reeperbahn (Heitmann), transportabel
- Big Bamboo (Hempen Entertainment, Baujahr 2011), transportabel
- Brasil (Hartmann), transportabel
- Carwash (Horlbeck), ehemals Spass-Mobil, Geisterschiff und Grusel-Kabinett, transportabel
- Chaos Airport (Haberkorn, Baujahr 2013), Fun House, transportabel
- Coco Bongo (Kollmann, Baujahr 2014), Fun House, transportabel
- Crazy Island (Schneider, Baujahr 2014), Fun House, transportabel
- Crazy Outback (Kollmann, Baujahr 2008), Fun House, transportabel
- Crazy Town (Rasch, Baujahr 1996), transportabel
- Crazy Vegas (Lehmann, Baujahr 2019), transportabel
- Crystals City (Oberschelp), Glasirrgarten, transportabel
- Das Aqua Labyrinth (Markmann), Spiegellabyrinth, transportabel
- Das verrückte Hotel Tartüff (Hofmann, Eröffnung 2012), Fun House Phantasialand
- Der große Irrgarten (Rasch, Baujahr 1957), Glasirrgarten, transportabel
- Die Chaosfabrik (Meyer, Baujahr 2021), Fun House, transportabel
- Die Mausefalle (Lorenz-Manthee, Baujahr 1968), Glasirrgarten, transportabel
- Die verrückte Farm (Hortz, Baujahr 2013), transportabel
- Domino (Traber, Baujahr 1985), Fun House, transportabel
- Down Town (Hofmann, Baujahr 2012, Labyrinth), transportabel
- Dschungel Camp (Agtsch, Baujahr 1982), ehemals Amazonas, Showboat und Showtime, transportabel
- Fantastic World (Hamberger), transportabel
- Freddys Circus (Zinnecker), transportabel
- Freddys Company (Hofmann-Jehn, Baujahr 2012), transportabel
- Fuzzys Lachsaloon (Rasch, Baujahr 2014), Fun House, transportabel
- Gaudi Alm (Melcher, Baujahr 1996), transportabel
- Gaudimax (Kirchner), ehemals Gaudimaxx und Altweibermühle, transportabel
- Geheimnisse des Orients (Moser), Glasirrgarten, transportabel
- Geisterhaus (Hofmann), Geisterhaus, transportabel
- Geister-Hotel (Burghard), ehemals Gruselpalast, Geisterhaus, transportabel
- Ghost (Burghard, Baujahr 1981), Geisterhaus, transportabel
- Glasirrgarten (Schau), transportabel
- Glasfabrik (Moser, Baujahr 2020), transportabel
- Glaswerk (Ulrich, Baujahr 2015), transportabel
- Happy Family (Heine, Baujahr 1999), Fun House, transportabel
- Happy Hour (Renz, Baujahr 2017), Glasirrgarten, transportabel
- Hippie-Trip (Wilzewski, Baujahr 2013), transportabel
- Hotel Edelweiß (Rasch, Baujahr 2001), ehemals Die Große Spaßfabrik, Future World und Armaggedon, Abenteuerhaus, transportabel
- Münchner Lach + Freu-Haus (Distel, Baujahr 2006), Fun House, transportabel
- House of Horror (Mikli), Geisterhaus, transportabel
- Jumanji (Haas, Baujahr 1998), Irrgarten, transportabel
- Kaleidoskop (Böttger, Baujahr 2007), ehemals Psychodelic, Fun House, transportabel
- Kristall-Grotte (Klünder), Glasirrgarten, transportabel
- Kristall-Palast (Sturm, Baujahr 1997), Glasirrgarten, transportabel
- Krumm- und Schiefbau (Hartmann, Baujahr 2010)
- Labyrinth (Schau/Horlbeck, Baujahr 1981), transportabel
- Magic House (Kutschenbauer, Baujahr 1983), Abenteuerhaus, transportabel
- Mikes Pitstop (Cornelius, Baujahr 2022), transportabel
- Omni (Kinzler), Illusionsschau, transportabel
- Outback Adventure (Stey), transportabel
- Panic Room (Lemoine), transportabel
- Pharaos Rache (Nitzsche, Baujahr 1977), Glasirrgarten, transportabel
- Pirates Adventure (Schneider, Baujahr 1998), Abenteuerhaus, transportabel
- Psychodelic (Bechstedt, Baujahr 2002, Umbau 2009), ehemals Imagination, Fun House, transportabel
- Remmi Demmi (Wilhelm), Cake Walk, transportabel
- Rio (Dietz, Baujahr 2013), Fun House, transportabel
- Super Marci World (Markmann, Baujahr 1992), ehemals Super Mario World, Glasirrgarten, transportabel
- Tal der Könige (Bügler, Baujahr 1991), Abenteuerhaus, transportabel
- Time Factory (Hartmann/Griehs, Baujahr 2006), Glasirrgarten, Fun House, transportabel
- Venezia Labyrinth (Schramm, Baujahr 1998), ehemals Atlantis, Glassirgarten, transportabel
- Viva Cuba (Hartmann, Baujahr 1999), ehemals Gaudi-Hütt'n, Fun House, transportabel
- Villa Kunterbunt (Mentel), transportabel
- Villa Wahnsinn (von Olnhausen, Baujahr 2014), transportabel
- Walk Of Fame (Winter, Baujahr 1989), Labyrinth, transportabel
- XXL-Funhouse (Renz, Baujahr 1995), Fun House, transportabel

## Österreichische Laufgeschäfte
- Jack the Ripper (Wien, seit 1997) Kombination aus Lauf - und Fahrgeschäft
- Zombie (Wien, seit 1985) ehemals transportabel
- Zombies (Graz, seit 1985) transportabel
- Drachenpalast (seit 1980) Spiegelkabinett, transportabel
- Calypso (Wien, seit ca. 1960)
- Hallo Wien (Wien, seit ca. 1960) Spiegelkabinett
- Spiegel-Irrgarten (Wien, seit ca. 1955) Spiegelkabinett
- Fun-Ball (Wien, seit 1997)
- Blue Planet (Wien, seit 1995)
- Exit32 (Wien, seit 1964/2008)
- Magic Dreamland (Wien, seit 1998)
- Super Top Dance (Wien, seit 1998)
- Ball Factory (Wien, seit 2005)